# Györgyös
Györgyös (szlovákul: Ďurďoš, ukránul: Dzurdjas) község Szlovákiában, az Eperjesi kerület Varannói járásában.

## Fekvése
Varannótól 25 km-re északnyugatra, Girálttól 8 km-re délre, a Tapoly bal partján fekszik.

## Története
1363-ban említik először.
A 18. század végén Vályi András így ír róla: „GYÖRGYÖS. Kis falu Zemplén Vármegyében, bírja Csengeri, vagy Kádas Uraság, lakosai katolikusok, és más félék, fekszik Hanusfalvához nem meszsze, határja Detrikhez hasonló.”
Fényes Elek szerint: „Gyöngyös, orosz falu, Zemplén vmegyében, Hanusfalva fil., 20 római, 138 g. kath., 5 evang., 10 zsidó lak., görög templommal, 533 h. szántófölddel. F. u. Kádas, Szirmay. Ut. p. Eperjes.”
1920 előtt Sáros vármegye Girálti járásához tartozott.

## Népessége
| Év:            | 1994. | 2004. | 2014.    | 2024.   |
| -------------- | ----- | ----- | -------- | ------- |
| Emberek száma: | 188   | 235   | 267      | 285     |
| Eltérés:       |       | +25 % | +13,61 % | +6,74 % |

| Év:            | 2023. | 2024.   |
| -------------- | ----- | ------- |
| Emberek száma: | 265   | 285     |
| Eltérés:       |       | +7,54 % |

1910-ben 208, többségben szlovák lakosa volt, jelentős cigány kisebbséggel.
2001-ben 229 lakosából 213 szlovák és 16 cigány volt.
2011-ben 245 lakosából 204 szlovák és 20 cigány.